# 10e cérémonie des Phoenix Film Critics Society Awards
La 10e cérémonie des Phoenix Film Critics Society Awards, décernés par la Phoenix Film Critics Society, a eu lieu le 22 décembre 2009, et a récompensé les films réalisés dans l'année.

## Palmarès

### Meilleur film
- Inglourious Basterds

### Meilleur réalisateur
- Quentin Tarantino – Inglourious Basterds

### Meilleur acteur
- George Clooney pour le rôle de Ryan Bingham dans In the Air  (Up in the Air)

### Meilleure actrice
- Meryl Streep pour le rôle de Julia Child dans Julie et Julia (Julie and Julia)

### Meilleur acteur dans un second rôle
- Christoph Waltz pour le rôle du colonel Hans Landa dans Inglourious Basterds

### Meilleure actrice dans un second rôle
- Mo'Nique pour le rôle de Mary Lee Johnston dans Precious (Precious: Based on the Novel 'Push' by Sapphire)

### Meilleur jeune acteur
- Jae Head pour le rôle de S.J. Tuohy dans The Blind Side

### Meilleure jeune actrice
- Saoirse Ronan pour le rôle de Susie Salmon dans Lovely Bones (The Lovely Bones)

### Meilleure distribution
- Inglourious Basterds

### Meilleur espoir devant la caméra
- Gabourey Sidibe – Precious (Precious: Based on the Novel 'Push' by Sapphire)

### Meilleur espoir derrière la caméra
- Neill Blomkamp – District 9

### Meilleur scénario original
- Là-haut (Up) – Bob Peterson et Pete Docter

### Meilleur scénario adapté
- In the Air (Up in the Air) – Jason Reitman et Sheldon Turner

### Meilleurs décors
- Avatar – Rick Carter et  Robert Stromberg

### Meilleurs costumes
- Victoria : Les Jeunes Années d'une reine (The Young Victoria)  – Sandy Powell

### Meilleure photographie
- Avatar  – Mauro Fiore

### Meilleur montage
- Avatar – James Cameron, John Refoua et Stephen E. Rivkin

### Meilleurs effets visuels
- Avatar

### Meilleures cascades
- Star Trek

### Meilleure chanson originale
- "Weary Kind" – Crazy Heart

### Meilleure musique de film
- Là-haut (Up) – Michael Giacchino

### Meilleur film en langue étrangère
- Étreintes brisées (Los abrazos rotos) •  Espagne

### Meilleur film d'animation
- Là-haut (Up)

### Meilleur film documentaire
- Capitalism : A Love Story

### Meilleur film de famille
- Harry Potter et le Prince de sang-mêlé (Harry Potter and the  Half-Blood Prince)

### Meilleur film passé inaperçu
- Moon